# Església de Sant Joan Baptista del Palau d'Anglesola
L'Església parroquial de Sant Joan Baptista és una església que està situada al poble del Palau d'Anglesola a la comarca del Pla d'Urgell. D'estil neoclàssica i dedicada a Sant Joan Baptista l'església data de 1802.

## Descripció
Església de tres naus que en el conjunt segueix la tipologia neoclàssica. Com a únic component artístic original la façana neoclàssica, encara que barrejat amb una tradició popular abarrocada amb elements de procedència francesa. És una àmplia nau amb capelles laterals corregudes. Fou construïda amb pedra d'Arbeca, de l'església primitiva i del pou de gel.
La portalada s'estructura amb un arc de mig punt que acaba en dues motllures a manera de capitells. L'emmarcament el componen dues columnes, sobre altes motllures, situades a banda i banda de la porta i que tenen una base papiriforme de la que en surten motius decoratius en forma de fulla i coronats per un collarí. A continuació el fust, també amb decoració vegetal i el capitell de factura coríntia. Segueixen les diverses motllures que formen l'arquitravat i el fris que corre sense decoració. La cornisa està formada per llistons superposats seguint un sentit volumètric de més petit a més gran. Al damunt se situa un cos exempt en forma de copa coronat amb un motiu vegetal. Damunt la cornisa sorgeix l'arc de mig punt que uneix les columnes de cada costat. Aquest arc empara una capelleta buida que se situa a la part que correspondria al timpà sota la qual hi ha una inscripció (1862). A cada banda del frontis una forma circular en baix relleu decora el pany de paret. Formada per una òcul cec, emmarcat per dues circumferències concèntriques, l'última de les quals en la seva part superior s'obre per donar pas a una forma de petxina mentre que la part inferior del cercle es cargola en forma de flor de llis invertida. La portalada dona sensació volumètrica pel joc de volums sobresortints de les quatre columnes.
Pica baptismal de pedra consistent en una base cilíndrica llisa i en un vas semicircular on es concentra tota la decoració. Presenta la vora superior perfilada amb una sanefa de triangles capicuats al centre dels quals sobresurt una boleta. La superfície restant de la conca es decora amb motius de gallons ressaltats. A la part central, en relleu molt acusat, dos angelets de cos sencer, sostenen un emblema heràldic ricament engalanat.
Actualment, a l'interior hi ha importants esquerdes en el sostre degut a humitats soterrades.

## Història
La primera data és de 1118, i l'any 1262 encara hi ha notícies sobre obres que s'hi feien. L'església actual es decidí construir-la cap a 1798 i havia d'estar feta en cinc anys. Segons els pactes, el remat de la façana havia de ser idèntic al de l'església d'Ivars d'Urgell, però no ho és.
L'església de Palau d'Anglesola deuria ser edificada al mateix emplaçament de la primitiva, d'estil romànic avançat, segons es dedueix del capbreu de 1634.